# Peter Vanhoutte
Peter Vanhoutte (Genk, 23 maart 1956) is een voormalig Belgisch politicus voor Agalev en volksvertegenwoordiger.

## Levensloop
Vanhoutte studeerde af in de wijsbegeerte en werd beroepshalve journalist. Hij werkte onder andere voor De Nieuwe, De Zwijger, BRT Radio (BRT 3) en Computer Magazine. 
Hij werd tevens woordvoerder van een lokale milieuvzw in Genk en kwam zo bij Agalev terecht, de voorloper van Groen. Voor deze partij was hij van 1995 tot 2000 gemeenteraadslid van Genk. In juni 1999 werd hij voor de kieskring Limburg verkozen in de Kamer van volksvertegenwoordigers, waar hij bleef zetelen tot in mei 2003. Van 1999 tot 2002 zetelde Vanhoutte in de commissie Landsverdediging en van 2002 tot 2003 in de commissie Financiën en Begroting.
Na zijn parlementaire loopbaan was Vanhoutte van 2003 tot 2004 hoofdadviseur voor extern toezicht en politie- en veiligheidsdiensten bij de OVSE-missie in Servië en Montenegro en van 2005 tot 2007 bijzonder adviseur van de missieleider van de OVSE in Kosovo. Van 2008 tot 2011 werkte hij als expert voor parlementaire versterking voor het DCAF, een Zwitserse denktank die voorziet in onderzoeks- en projectondersteuning aan staten en internationale actoren in het verbeteren van het beheer van veiligheidsdiensten. Hetzelfde beroep oefende hij van 2010 tot 2013 uit bij het Centrum voor Internationale Ontwikkeling van de State University of New York. Als expert parlementaire versterking was hij betrokken bij missies in Servië, Nepal, Indonesië, Bangladesh en Bosnië en Herzegovina. 
Van 2013 tot 2017 was hij uitvoerend directeur bij het CDPG, het Centrum voor Democratisch en Participatief Beleid. Van 2015 tot 2016 was Vanhoutte tevens high level conflictbemiddelaar Europese Commissie in Macedonië, na het ontstaan van een politieke crisis tussen regering en oppositie in het land over een afluisterschandaal waarbij duizenden burgers, politici, journalisten en zakenlieden illegaal waren afgeluisterd. Sinds 2017 werkte hij als zelfstandig high level internationaal bemiddelaar en expert voor versterking van politieke partijen.